# Tokudaiji Kintsugu
Tokudaiji Kintsugu (徳大寺 公継?   1175 - 17 de febrero de 1227) fue un kugyō (cortesano japonés de clase alta) que vivió a finales de la era Heian y comienzos de la era Kamakura. Fue miembro de la familia Tokudaiji (derivado del clan Fujiwara) e hijo del cortesano Tokudaiji Sanesada.

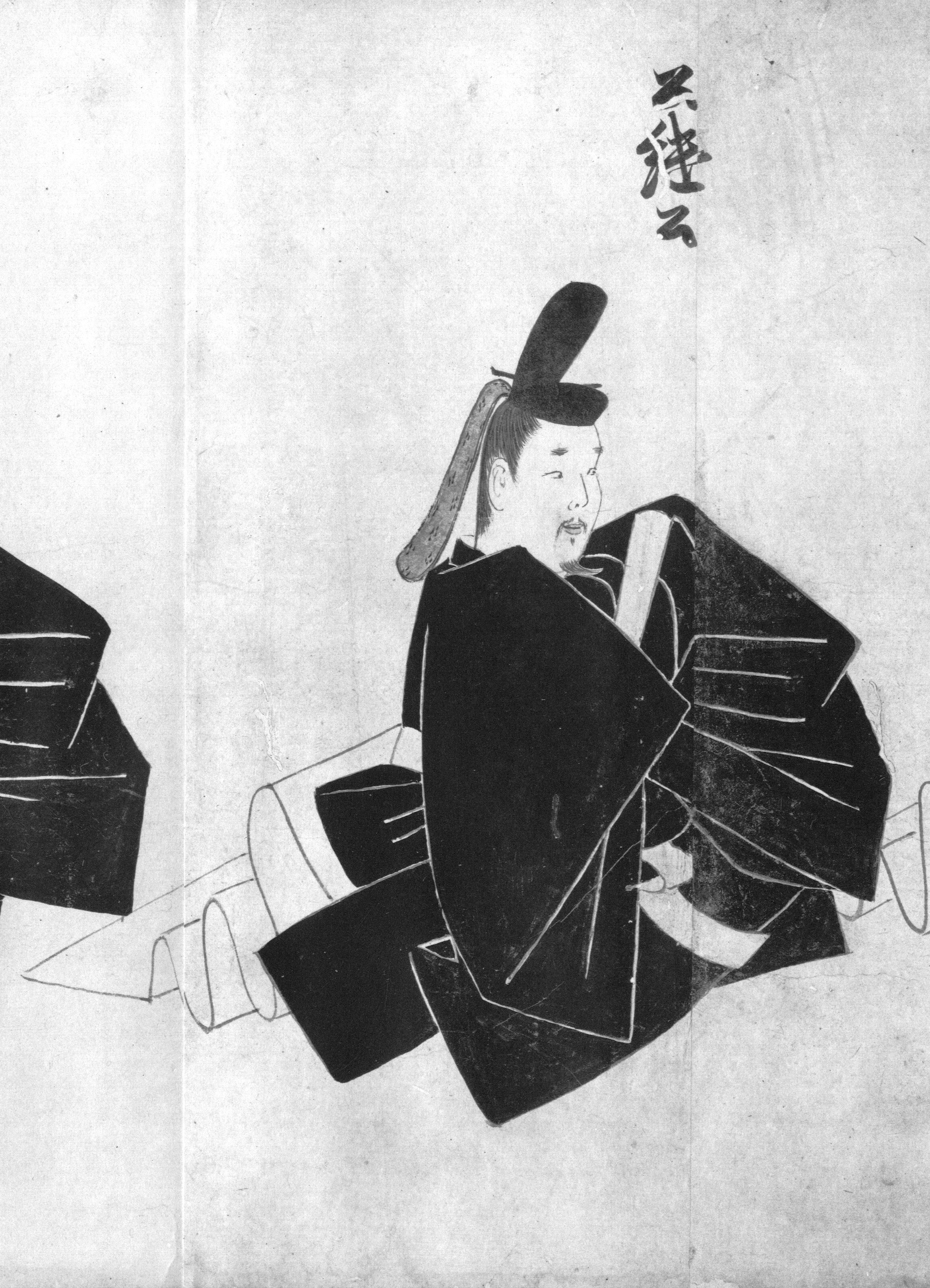
Tokudaiji Kintsugu
(Tenshi Sekkan Miei,)

Ingresó a la corte imperial en 1183 con el rango jugoi inferior y asignado como chambelán. En 1184 fue promovido al rango jugoi superior, en 1186 al rango shōgoi inferior, en 1188 al rango jushii inferior y en 1189 al rango jushii superior. En 1190 fue nombrado sangi y promovido al rango shōshii inferior, mientras que en 1191 fue nombrado vicegobernador de la provincia de Bitchū y ascendido al rango jusanmi, convirtiéndose en cortesano de clase alta.
En 1195 fue nombrado suboficial adscrito a la chūgū Kujō Ninshi, emperatriz consorte del Emperador Go-Toba, y también fue ascendido al rango shōsanmi. Al año siguiente fue nombrado vicegobernador de la provincia de Iyo, en 1198 fue nombrado gonchūnagon y en 1199 fue promovido al rango junii. En 1200 fue nombrado bettō (jefe) de los kebiishi (servicio policial imperial), en 1202 fue nombrado suboficial adscrito al Príncipe Imperial Morinari  (futuro Emperador Juntoku) y designado chūnagon, en 1204 fue promovido a gondainagon y en 1206 a dainagon. En 1209 fue promovido al rango shōnii.
Fue nombrado naidaijin entre 1209 y 1211, cuando fue promovido a udaijin hasta 1215. En 1221 sería nombrado nuevamente udaijin hasta 1225 cuando fue promovido a sadaijin hasta poco antes de su muerte en 1227. En 1225 fue promovido al rango juichii.
Tuvo como hijo al cortesano Tokudaiji Sanemoto.